# Sexto Fúrio Medulino
Sexto Fúrio Medulino Fuso (em latim: Sextus Furius Medullinus Fusus) foi um político nos primeiros anos da República Romana eleito cônsul em 488 a.C. juntamente com  Espúrio Náucio Rutilo. Era membro da antiga gente patrícia Fúria, cujo nome era escrito como "Fusia" (o latim clássico transformou o /s/ intervocálico em /r/, um fenômeno conhecido como rotacismo).

## História
A origem da gente Fúria é desconhecida, mas, como muitas inscrições sepulcrais foram encontradas em Túsculo, deduz-se que o nome Fúrio era comum no local e que, portanto, seria ali a terra natal dos Fúrios.
Sexto Fúrio Medulino foi o primeiro membro de sua gente a chegar ao consulado, justamente no ano no qual os volscos, liderados por Coriolano e Átio Tulo Aufídio, marcharam até Roma e a sitiaram. Os dois cônsules prepararam as defesas da cidade, mas os plebeus imploraram para que eles buscassem a paz. O Senado Romano enviou emissários a Coriolano para tentar a paz, mas sem sucesso; porém, logo depois, a mãe de Coriolano, Vetúria, e sua esposa, Volúmnia o convenceram a levantar o cerco e a guerra terminou.